# Manoir de Kerboutier
Le manoir de Kerboutier est un édifice situé à Noyal-Pontivy en France.

## Localisation
Le manoir était situé sur le territoire de la commune de Noyal-Pontivy, au lieu-dit Kerboutier, dans le département du Morbihan en région Bretagne.

## Description
Le manoir date du XVIIe siècle. Édifice à un étage carré et étage de comble construit en moellons sans chaîne en pierre de taille de granite, schiste et grès, toiture à longs pans ; pignon couvert. Escalier hors-œuvre ; escalier à vis ; escalier dans-œuvre ; escalier droit ; escalier en équerre. 

## Historique
Date de 1628 indiquée sur l'élévation antérieure des communs situés en équerre au nord-est du logis. Le logis lui-même correspond stylistiquement à cette campagne de travaux. Succession des seigneurs de Kerboutier depuis le XVe siècle, Allain Thomelin (1427) , Guillaume de Lantivy (1448) , François Le Guernic (1536) , Guillaume puis Arthur Le Floch (1552-1588) , Jacques, puis Perrine, puis Jérôme de la Coudraye (1622-1682) , François du Bahuno, Jérôme Jam (1690) , N... de La Pierre (1790). Écu timbré d'une croix, non identifié, à l'étage.
Le manoir est inscrit à l'inventaire général du patrimoine culturel en 1986.